# Finala Cupei României 2013
Finala Cupei României 2013 a fost un meci de fotbal care a avut loc la data de 1 iunie 2013, pe Național Arena din București. Partida a avut loc între echipele ajunse în ultimul act al competiției, respectiv Petrolul Ploiești și CFR Cluj. Trofeul a fost câștigat de Petrolul care a învins pe CFR cu scorul de 1-0, singulul gol al difputei fiind marcat de Jeremy Bokila în minutul 9 cu un șut sec, din 10 metri. Jucătorul meciului a fost declarat Jeremy Bokila. Trofeul a fost înmânat de către fostul mare jucător petrolist, Mircea Dridea, iar medalile de Emerich Jenei.
Petrolul Ploiești a jucat ulterior în Supercupa României 2013 cu campiona Ligii I, Steaua București pe 10 iulie 2013, pierzând însă meciul cu 3-0.

## Drumul către finală
Pentru mai multe detalii, vedeți Cupa României 2012-2013.
FC Petrolul Poiești a intrat în competiție în faza șaisprezecimilor, deoarece a participat în Liga I 2012-2013. În această fază au întâlnit pe teren propriu, pe Damila Măciuca, din Liga a II-a, calificându-se pentru optimi după ce au învins cu 2-0, golurile fiind marcate de Adrian Cristea '6 și Laurențiu Marinescu '64.  În optimi petroliști au trecut, în deplasare, de FC Brașov cu scorul de 2-0, marcatorii fiind Cristea '1 și Bokila '63. În sferturi, dubla lui Bokila (min. 44 și 45) a fost suficientă pentru a trece de Concordia Chiajna. Calificarea în finală au obținut-o învingând în dublă manșă pe Oțelul Galați cu 4-2 la general (3-0 în turul de la Galați și 1-2 în retur), pentru Petrolul marcând în tur Geraldo  3', Samoel Cojoc autogol în minutul 60 și Bokila 71, iar în retur Bokila  '56.
CFR Cluj a intrat în competiție în faza șaisprezecimilor, deoarece a participat la Liga I 2012-2013. În această fază au întâlnit, în deplasare, pe ACS Berceni, din Liga a II-a, calificându-se pentru optimi după ce au învins cu 2-0, golurile fiind marcate de Matias Aguirregaray în minutele 76 și 90+1. Au obținut calificarea în sferturi, după ce au învins cu 2-0,pe teren propriu, pe FC Botoșani, ambele goluri fiind înscrise după cornere, cu capul, de Sasa Bjelanovic '56 și Luis Alberto '62. În sferturi au eliminat deținătoarea Cupei, Dinamo București, câștigând cu scorul de 2-1 după prelungiri (în timpul regulamentar scorul a fost 1-1), goluri marcate de Bastos și Mureșan în minutele 66 și 101. Calificarea în finală a venit în urma dublei cu Astra Giurgiu, câștigată cu scorul de 2-0  (0-0 în turul de la Cluj și 0-2 în retur), golurile care au adus victoria la Giurgiu fiind înscrise de Hora '20 și Diogo Valente '90.
| Petrolul Ploiești | Petrolul Ploiești            | Runda         | CFR Cluj      | CFR Cluj                      |
| ----------------- | ---------------------------- | ------------- | ------------- | ----------------------------- |
| Adversar          | Rezultate                    |               | Adversar      | Rezultate                     |
| Metalul Reșița    | 2 – 0 (A)                    | Șaisprezecimi | ACS Berceni   | 0 – 2 (D)                     |
| FC Brașov         | 0 – 2 (D)                    | Optimi        | FC Botoșani   | 2 - 0 (A)                     |
| Concordia         | 2 – 1 (A)                    | Sferturi      | Dinamo        | 2 – 1 (A)                     |
| Oțelul            | 0 – 3 deplasare; 1 – 2 acasă | Semifinale    | Astra Giurgiu | 0 – 0 acasă ; 0 – 2 deplasare |

## Meci

### Detalii
| Petrolul Ploiești | 1– 0 | CFR Cluj |
| ----------------- | ---- | -------- |
| Jeremy Bokila 9'  |      |          |

| PETROLUL | CFR CLUJ |

|               |    |                        |     |     |
|               |    |                        |     |     |
| P             | 33 | Vasili Hamutovski      |     |     |
| F             | 2  | Jean Sony Alcénat      | 20' |     |
| F             | 15 | Ovidiu Hoban           |     |     |
| F             | 4  | Manassé Enza-Yamissi   |     |     |
| F             | 21 | Guilherme Sitya        |     |     |
| M             | 20 | Sony Mustivar          |     |     |
| M             | 14 | Gualberto Mojica Olmos | 43' | 82' |
| M             | 8  | Damien Boudjemaa       |     | 92' |
| A             | 9  | Hamza Younés           | 94' |     |
| A             | 7  | Gheorghe Grozav        |     | 72' |
| A             | 9  | Jeremy Bokila          | 45' |     |
| Rezerve:      |    |                        |     |     |
| P             | 12 | Iuliu Oprea            |     |     |
| F             | 6  | Ionuț Neag             |     |     |
| M             | 10 | Renan Silva            |     |     |
| M             | 29 | Constantin Grecu       |     |     |
| M             | 52 | Romário Pires          | 89' | 82' |
| F             | 32 | Sebastian Achim        |     | 92' |
| A             | 93 | Vlad Morar             |     | 72' |
|               |    |                        |     |     |
| Antrenor:     |    |                        |     |     |
| Cosmin Contra |    |                        |     |     |

|             |    |                    |     |     |
|             |    |                    |     |     |
| P           | 1  | Mário Felgueiras   |     |     |
| F           | 3  | Ivo Pinto          |     |     |
| F           | 20 | Ricardo Cadú       | 79' |     |
| F           | 13 | Felice Piccolo     |     |     |
| F           | 45 | Camora             |     |     |
| M           | 6  | Gabriel Mureșan    | 45' |     |
| M           | 5  | Bakary Saré        |     |     |
| M           | 30 | Rui Pedro          | 59' |     |
| M           | 10 | Diogo Valente      |     | 61' |
| A           | 7  | Ciprian Deac       |     | 81' |
| A           | 24 | Robert Maah        |     |     |
| Rezerve:    |    |                    |     |     |
| P           | 8  | Eduard Stăncioiu   |     |     |
| F           | 44 | László Sepsi       |     |     |
| A           | 9  | Pantelis Kapetanos |     | 61' |
| M           | 22 | Ioan Hora          |     |     |
| F           | 24 | Ionuț Rada         |     |     |
| A           | 9  | Sulley Muniru      |     |     |
| A           | 11 | Weldon             |     | 81' |
| Antrenor:   |    |                    |     |     |
| Eugen Trică |    |                    |     |     |

| Oficialii meciului - Arbitri asistenți: - Aurel Onița - Valentin Avram - Arbitri adiționali: - Istvan Kovacs - Alexandru Tudor Jucătorul meciului - Jeremy Bokila | Reguli - 90 minute - 30 minute de prelungire (două reprize de 15 minute) - Lovituri de departajare dacă scorul este egal după 120 de minute - Șapte jucători pe banca de rezervă - Maxim trei înlocuiri |